# Atenció residencial
L'atenció residencial és el servei d'estança a un centre per a protegir adults o menors d'edat.

## Menors d'edat
Els menors poden ser apartats de llars on pateixen abusos o que són inadequats per acció de l'estat, o poden ser portats a diversos tipus de atencions fora de la llar per pares qui no poden ocupar-se d'ells o de les seues necessitats especials. En la majoria de les jurisdiccions, el menor és retirat de la llar solament com a últim recurs, per a la seua seguretat i benestar o la seguretat dels altres, ja que l'atenció fora de la llar és considerada molt disruptiva per al menor. Són moguts a un lloc anomenat casa d'acollida.

### Escoles residencials
Una escola residencial (o internat) és una escola on els menors d'edat generalment hi estan 24 hores al dia, set dies a la setmana. Les opinions respecte si aquesta mena d'instrucció aporta beneficis estan dividides.

### Atenció residencial al menor
Aquest tipus d'atenció fora de la llar és dirigeix als menors orfes o als menors amb pares que no poden o no volen cuidar-los. Joves orfes, abandonats o d'alt risc poden viure en unitats xicotetes autocontingudes que han sigut establies com a ambients de llar, com, per exemple, comunitats d'atenció residencial per a menors. Els joves sota aquesta atenció són, si apartats de la llar involuntàriament, subjectes a avaluacions departamentals governamentals que inclouen progressions en salut, educació, presentacions socials, xarxes de famílies i altres. Aquests són referits com dominis de la vida dins de l'estatut de Looking after Children (LAC). Tendències recents han afavorit la ubicació dels menors en acollida temporal en compte de llocs residencials, parcialment per raons financeres, malgrat que una investigació de 1998 trobà que la majoria dels menors de fora de la llar preferien llars residencials o grupals en compte de l'acolliment temporal.

## Adults

### Situació de dependència
L'atenció residencial per a les persones residencials consisteix en centres de residència on puguen viure temporalment o permanentment.